# Mühlen (Styria)
Mühlen – gmina targowa w Austrii, w kraju związkowym Styria, w powiecie Murau. Liczy 885 mieszkańców (1 stycznia 2015).